# 하산 이사에프
하산 무르셀로프 이사에프(불가리아어: Хасан Мурселов Исаев, 영어: Hasan Murselov Isaev, 1952년 11월 9일~)는 불가리아의 레슬링인이다. 현역 시절 1976년 하계 올림픽에서 자유형 라이트플라이급 부문 금메달을 획득했다.